# تی‌اس‌اس اسلیومور (۱۹۰۴)
تی‌اس‌اس اسلیومور (۱۹۰۴) (به انگلیسی: TSS Slievemore (1904)) یک کشتی بود که طول آن ۲۹۹٫۸ فوت (۹۱٫۴ متر) بود. این کشتی در سال ۱۹۰۴ ساخته شد.